# Licorice Pizza
Licorice Pizza (prt/bra: Licorice Pizza) é um filme de comédia dramática estadunidense de 2021 escrito e dirigido por Paul Thomas Anderson e estrelado por Alana Haim, Cooper Hoffman, Sean Penn, Tom Waits, Bradley Cooper e Benny Safdie. Foi lançado nos Estados Unidos em 26 de novembro de 2021.
O filme foi aclamado pela crítica e recebeu três prêmios do National Board of Review, incluindo o de Melhor Filme. Também foi eleito um dos melhores filmes de 2021 pelo American Film Institute e recebeu quatro indicações no 79º Globo de Ouro, incluindo Melhor Filme - Musical ou Comédia, junto com oito indicações no 27º Critics 'Choice Awards, incluindo o de Melhor Filme.

## Elenco
- Alana Haim como Alana Kane
- Cooper Hoffman como Gary Valentine[6]
- Sean Penn como Jack Holden[6]
- Tom Waits como Rex Blau
- Bradley Cooper como Jon Peters
- Benny Safdie como Joel Wachs
- Skyler Gisondo como Lance
- Mary Elizabeth Ellis como Momma Anita
- John Michael Higgins como Jerry Frick[7]
- Christine Ebersole como Lucy Doolittle[6]
- Harriet Sansom Harris como Mary Grady[8]
- Ryan Heffington como Steve
- Nate Mann como Brian
- Joseph Cross como Matthew
- George DiCaprio como Sr. Jack
- Ray Chase como B. Mitchel Reed
- Emma Dumont como Brenda
- Maya Rudolph como Gale
- John C. Reilly como Fred Gwynne
- Dan Chariton como Sam Harpoon

## Recepção
No Rotten Tomatoes, 92% de 128 críticas são positivas, com uma nota média de 8,5 de 10. O consenso crítico do site diz: "Licorice Pizza encontra Paul Thomas Anderson mudando para um equipamento surpreendentemente confortável - e obtendo desempenhos potencialmente estrelantes de seus novos protagonistas". O Metacritic, que usa uma nota média ponderada, atribuiu ao filme uma pontuação de 90 em 100 com base em 40 avaliações, indicando "aclamação universal".